# Station Promno
Station Promno is een spoorwegstation in de Poolse plaats Promno.